# Геворкян, Лусинэ Аркадьевна
Лусинэ́ Арка́дьевна Геворкя́н (арм. Լուսինե Գևորգյան; род. 21 февраля 1983, Капан, Армянская ССР, СССР) — российская и израильская певица армянского происхождения, автор песен и музыкальный педагог. Соосновательница и участница рок-группы «Louna» (с 2008 года), бывшая участница рок-групп «Tracktor Bowling» (с 2004 по 2017 год) и «Сфера Влияния» (с 2003 по 2004 год).

## Биография
Лусинэ Аркадьевна Геворкян родилась 21 февраля 1983 года в Капане (Армянская ССР, СССР). В 2-х летнем возрасте она переехала с родителями в Серпухов.
В детстве Геворкян училась в музыкальной школе по классу фортепиано. В 2001 году окончила МГТУ «МАМИ» (экономический факультет), а в 2006 — МГУКИ (факультет менеджмента и социально-информационных технологий).

## Карьера

### Музыкальная деятельность
Музыкальная карьера Геворкян началась в 2003 году, когда она стала участницей рок-группы «Сфера Влияния». В 2004 году она перешла в состав рок-группы «Tracktor Bowling», заменив ушедшую вокалистку коллектива Людмилу «Милу» Дёмину.
В 2008 году, вместе с басистом группы «Tracktor Bowling» Виталием «Витом» Демиденко, Геворкян основывает рок-группу «Louna», которой они впоследствии уделили основное внимание в связи с творческими разногласиями с другими участниками «Tracktor Bowling», при этом оставаясь участниками группы вплоть до её окончательного распада в 2017 году.
В конце 2012 года группа «Louna» была выдвинута на Премию «Чартова Дюжина» в шести номинациях и впоследствии вышла во второй этап голосования в двух из них — «Альбом» и «Солистка». 24 февраля 2013 года, на основе народного голосования, Геворкян была признана лучшей рок-вокалисткой страны и во время церемонии награждения победителей Премии в клубе Stadium Live получила Премию «Лучшая солистка» из рук актёра Никиты Высоцкого.

### Преподавательская деятельность
По состоянию на январь 2021 года, Геворкян более десяти лет преподаёт вокал, рок-вокал, эстрадно-джазовый вокал и экстрим-вокал. В разные годы она вела различные мастер-классы по рок-вокалу, в том числе в музыкальном клубе-школе «МузКласс». Во время пандемии COVID-19 набрала учеников онлайн.

### Коммерческая деятельность
Геворкян является официальным российским представителем продукции различных музыкальных брендов, в том числе микрофонов и систем ушного мониторинга марки «Sennheiser», синтезаторов «Roland» и вокальных процессоров «TC-Helicon».

## Личная жизнь
В 2005 году Геворкян начала встречаться с басистом группы «Tracktor Bowling» Виталием «Витом» Демиденко. В 2013 году они поженились. 31 октября 2014 года у супругов родился сын Максим.
У Геворкян был младший брат, который умер от рака в 19-летнем возрасте. Песни «Время» и «Я помню…», вошедшие в альбом «Tracktor Bowling» (2010) группы «Tracktor Bowling», она написала после смерти брата и посвятила его памяти.
В 2016 году Геворкян получила гражданство Израиля. Проживает в Израиле с мужем и сыном с 2022 года.

## Дискография

### Альбомы, синглы
| Год  | Группа           | Альбом                      | Тип релиза / Комментарий |
| ---- | ---------------- | --------------------------- | ------------------------ |
| 2005 | Tracktor Bowling | It’s Time To…               | сингл                    |
| 2005 | Tracktor Bowling | Черта                       | альбом                   |
| 2006 | Tracktor Bowling | Шаги По Стеклу              | альбом                   |
| 2007 | Tracktor Bowling | Vol.1 (Live)                | концертный альбом        |
| 2007 | Tracktor Bowling | Полгода До Весны…           | акустический альбом      |
| 2008 | Tracktor Bowling | Время                       | сингл                    |
| 2008 | Tracktor Bowling | Поколение Рок               | сингл                    |
| 2009 | Tracktor Bowling | Ни шагу назад               | сингл                    |
| 2009 | Louna            | Чёрный                      | сингл                    |
| 2009 | Louna            | Белый                       | сингл                    |
| 2010 | Louna            | Солнце                      | сингл                    |
| 2010 | Tracktor Bowling | Tracktor Bowling            | альбом                   |
| 2010 | Louna            | Сделай громче!              | альбом                   |
| 2011 | Louna            | Кому веришь ты? (feat. Тэм) | сингл                    |
| 2012 | Louna            | Время X                     | альбом                   |
| 2012 | Louna            | Mama                        | сингл                    |
| 2013 | Louna            | Проснись и пой!             | концертный альбом        |
| 2013 | Louna            | Business                    | сингл                    |
| 2013 | Louna            | Behind a Mask               | англоязычный альбом      |
| 2013 | Louna            | Мы — это Louna              | альбом                   |
| 2015 | Tracktor Bowling | Наш 2006-й                  | сингл                    |
| 2015 | Tracktor Bowling | Натрон                      | сингл                    |
| 2015 | Tracktor Bowling | Бесконечность               | альбом                   |
| 2016 | Louna            | 18+                         | сингл                    |
| 2016 | Louna            | Дивный новый мир            | альбом                   |
| 2018 | Louna            | Panopticon                  | альбом                   |
| 2018 | Louna            | Полюса                      | альбом                   |
| 2020 | Louna            | Начало нового круга         | альбом                   |
| 2021 | Louna            | Обратная сторона            | альбом                   |
| 2022 | Louna            | Рубикон                     | альбом                   |

### DVD, видеоклипы
| 2005 | Tracktor Bowling | Черта                         | музыкальный видеоклип |
| 2006 | Tracktor Bowling | Шаги по стеклу                | музыкальный видеоклип |
| 2006 | Tracktor Bowling | Два шага до… и год после      | документальный DVD    |
| 2007 | Tracktor Bowling | Твоя                          | музыкальный видеоклип |
| 2008 | Tracktor Bowling | Outside                       | музыкальный видеоклип |
| 2008 | Tracktor Bowling | Время                         | музыкальный видеоклип |
| 2009 | Louna            | Армагеддон                    | музыкальный видеоклип |
| 2010 | Tracktor Bowling | Мы                            | музыкальный видеоклип |
| 2010 | Tracktor Bowling | Шрамы                         | музыкальный видеоклип |
| 2010 | Louna            | Зачем?                        | музыкальный видеоклип |
| 2010 | Louna            | Сделай громче!                | музыкальный видеоклип |
| 2011 | Tracktor Bowling | Ничья                         | музыкальный видеоклип |
| 2011 | Louna            | Карма мира                    | музыкальный видеоклип |
| 2011 | Louna            | Мой рок-н-ролл (в 3D-формате) | музыкальный видеоклип |
| 2012 | Louna            | Мама                          | музыкальный видеоклип |
| 2012 | Louna            | Mama                          | музыкальный видеоклип |
| 2012 | Louna            | Люди смотрят вверх            | музыкальный видеоклип |
| 2013 | Louna            | Business                      | музыкальный видеоклип |
| 2013 | Louna            | Up There                      | музыкальный видеоклип |
| 2013 | Louna            | Ночь, дорога и рок            | музыкальный видеоклип |
| 2014 | Louna            | Мы — это Louna                | документальный DVD    |
| 2014 | Louna            | С тобой                       | музыкальный видеоклип |
| 2016 | Louna            | Песни о мире (feat Globalis)  | Концерт DVD           |
| 2016 | Tracktor Bowling | Смерти нет                    | Музыкальный видеоклип |
| 2016 | Louna            | Обычный человек               | Музыкальный видеоклип |
| 2017 | Louna            | Родина                        | Музыкальный видеоклип |
| 2018 | Louna            | Полюса                        | Музыкальный видеоклип |
| 2018 | Louna            | Искусство                     | Музыкальный видеоклип |
| 2020 | Louna            | Станем стеной                 | Музыкальный видеоклип |
| 2021 | Louna            | Незабудка                     | Музыкальный видеоклип |

## Сотрудничество с другими проектами
- Текст песни «Вас больше нет» был написан неизвестным автором
- Мельница — Зов крови, Шелкопряд
- LUMEN — Кому веришь ты? ft. Тэм
- Порнофильмы — Молодёжный бунт, Весна
- Anna Molly — Закрывая глаза (EP)
- Horizon 8 — Песок (single)
- INEXIST — Читая сны (single)
- Lunchbox — Железное сердце (альбом: Lunchbox)
- Secret Diary — Пандора (single)
- Viper Inc. — Призраки мечты (single)
- КняZz — Убежище (альбом: Тайна Кривых Зеркал)
- Тараканы! — 5 слов (single) (альбом: MaximumHappy I)
- Чёрный обелиск — Не говори (альбом: Мой мир)
- TARAKANY! — Don’t ever leave (альбом: Russian Democrazy)
- 7000$ — Дедлайн (альбом: Тень Независимости)
- Risha — Дождик / Lullaby
- Элизиум — Где-то сжигают книги (альбом: Снегири и Драконы)
- Бригадный подряд — Точка невозврата (single: Принцы и Принцессы)
- Anacondaz — Твоему новому парню (альбом: Я тебя никогда)
- Uratsakidogi — Valhallala
- Гарри Топор — Odi Noki
- Dругой Ветер — Зеркала